# Guaso (mascota)
Guaso fue la mascota oficial de la Copa América 1991, con sede en Chile. Se trató de un dibujo estilizado de un huaso chileno. Guaso estaba vestido con la bandera de su país y un balón de fútbol.